# 聯合國最不發達國家、內陸發展中國家和小島嶼發展中國家高級代表辦公室
聯合國最不發達國家、內陸發展中國家和小島嶼發展中國家高級代表辦公室是聯合國秘書處的附屬機構，主要業務是協調聯合國及全球資源，幫助最不發達國家、內陸發展中國家與小島嶼發展中國家的發展，於2001年依聯合國56/277號決議設立。
對於這些發展中國家而言，聯合國的這個辦公室有多種角色。首先，該辦公室根據《布魯塞爾行動綱領》，協助聯合國秘書長調度聯合國的資源，在國家、區域、全球各層次上，協助解決這些發展中國家面臨的問題；然后，它也貫徹執行《阿拉木圖行動綱領》和《巴巴多斯行動綱領》，協助內陸發展中國家克服交通運輸問題，並幫助小島嶼發展中國家的經濟發展；最後，該辦公室也積極向國際社會宣傳這些發展中國家的困境，尋求國際社會支持改善這些發展中國家面臨的發展問題。

## 延伸閱讀
- Chowdhury, Anwarul K; Erdenebileg, Sandagdorj. . New York: UN-OHRLLS. 2006. ISBN 978-9211045406 （英语）.

## 外部連結
- 官方网站 （英文）